# Sing Sang Song
Sing Sang Song ist ein Popsong der Les Humphries Singers aus dem Jahr 1976. Er war der deutsche Beitrag zum ESC in Den Haag im selben Jahr. Les Humphries dirigierte. Erstmals hatte Ralph Siegel, der schon 1974 den luxemburgischen Beitrag verfasst hatte, ein Lied für Deutschland komponiert.

## Musik und Text

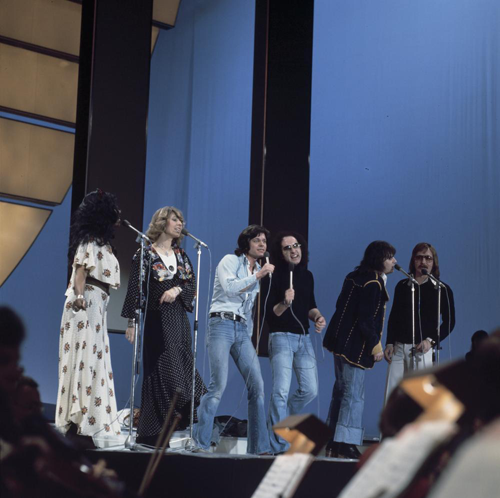
Die Les Humphries Singers während der Proben zum ESC 1976

Der Popsong weist zum Teil den typischen Satzgesang der Gruppe auf, zum Teil singen die Männerstimmen recht hoch und zweistimmig. Der Text besteht im Wesentlichen aus dem wiederholten Songtitel, die übrigen Textzeilen sind ein Plädoyer für globale Einheit, die durch Singen dieses Songs entstehen soll. 

## Entstehung und Rezeption
Der Song wurde von Ralph Siegel mit Kurt Hertha (Text) geschrieben. Nach einigen Quellen waren auch Les Humphries und Jimmy Bilsbury an der Komposition beteiligt. Die am 12. April 1976 bei Decca erschienene Single erreichte Platz 45 in Deutschland und war eine Woche chartplatziert. Die ARD bezeichnete den Titel rückblickend als „einfallslos und langweilig“. Es war die letzte chartplatzierte Single der Gruppe, die sich noch im selben Jahr auflöste.

## Eurovision Song Contest

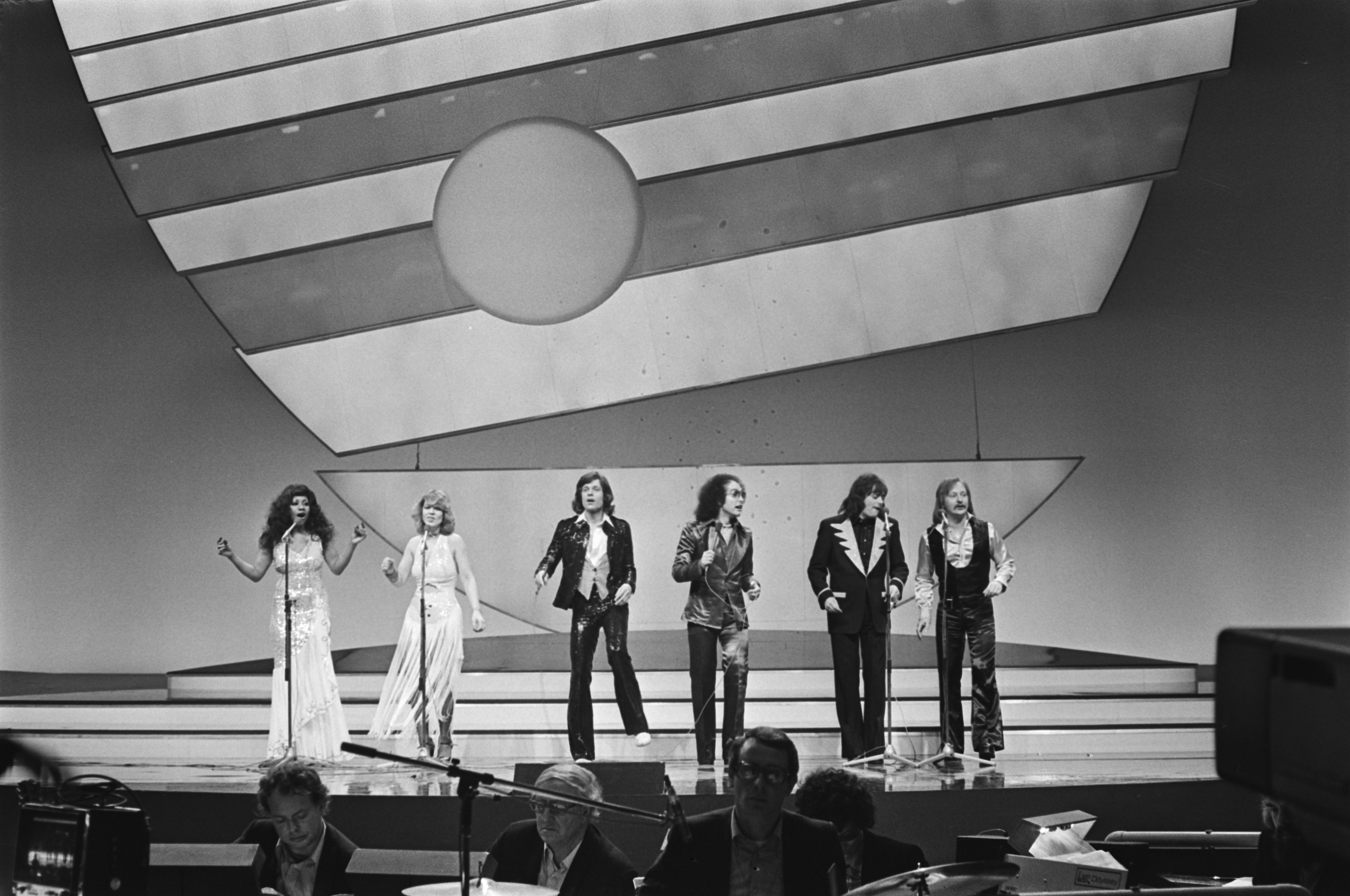
Während der Show

Der Song durfte nur zum Song Contest, weil zuvor Tony Marshall mit seinem Song Der Star, der Siegertitel aus der Vorentscheidung Ein Lied für Den Haag disqualifiziert worden war – dieser war bereits zuvor, im Jahr 1973, von Nizza Thobi veröffentlicht worden. Sing Sang Song hatte bei der Vorentscheidung den zweiten Platz erreicht.
Sing Sang Song wurde beim Song Contest an dritter Stelle aufgeführt (nach den Schweizern Peter, Sue & Marc mit Djambo Djambo und vor Chocolate Menta Mastik aus Israel mit Emor Shalom). Auf der Bühne in Den Haag stand nur ein Teil der 16-köpfigen Gruppe (Jürgen Drews, John Lawton, David O’Brien, Jimmy Bilsbury, Peggy Evers und Judy Archer); laut dem Reglement durften maximal sechs Sänger auf der Bühne stehen. Dirigent war Les Humphries. 
Am Ende der Abstimmung hatte der Song zwölf Punkte erhalten und belegte in einem Feld von 18 den 15. Platz. Die Choreographie bot keine besonderen Höhepunkte. Die Reaktionen auf den Auftritt waren unterschiedlich: Einige Medien schrieben, „das Konzept der international zusammengewürfelten Gruppe und ihrem ‚Flower-Power-Zeitgeist‘“ sei am Ende angelangt. Die Gruppe selbst freute sich laut einem Interview über 450 Millionen Zuschauer in 33 Ländern und die damit verbundene Aufmerksamkeit.